# Styrax vilcabambae
Styrax vilcabambae là một loài thực vật có hoa trong họ Bồ đề. Loài này được (D.R. Simpson) B. Walln. miêu tả khoa học đầu tiên năm 1997.